# 卡爾克西鄉

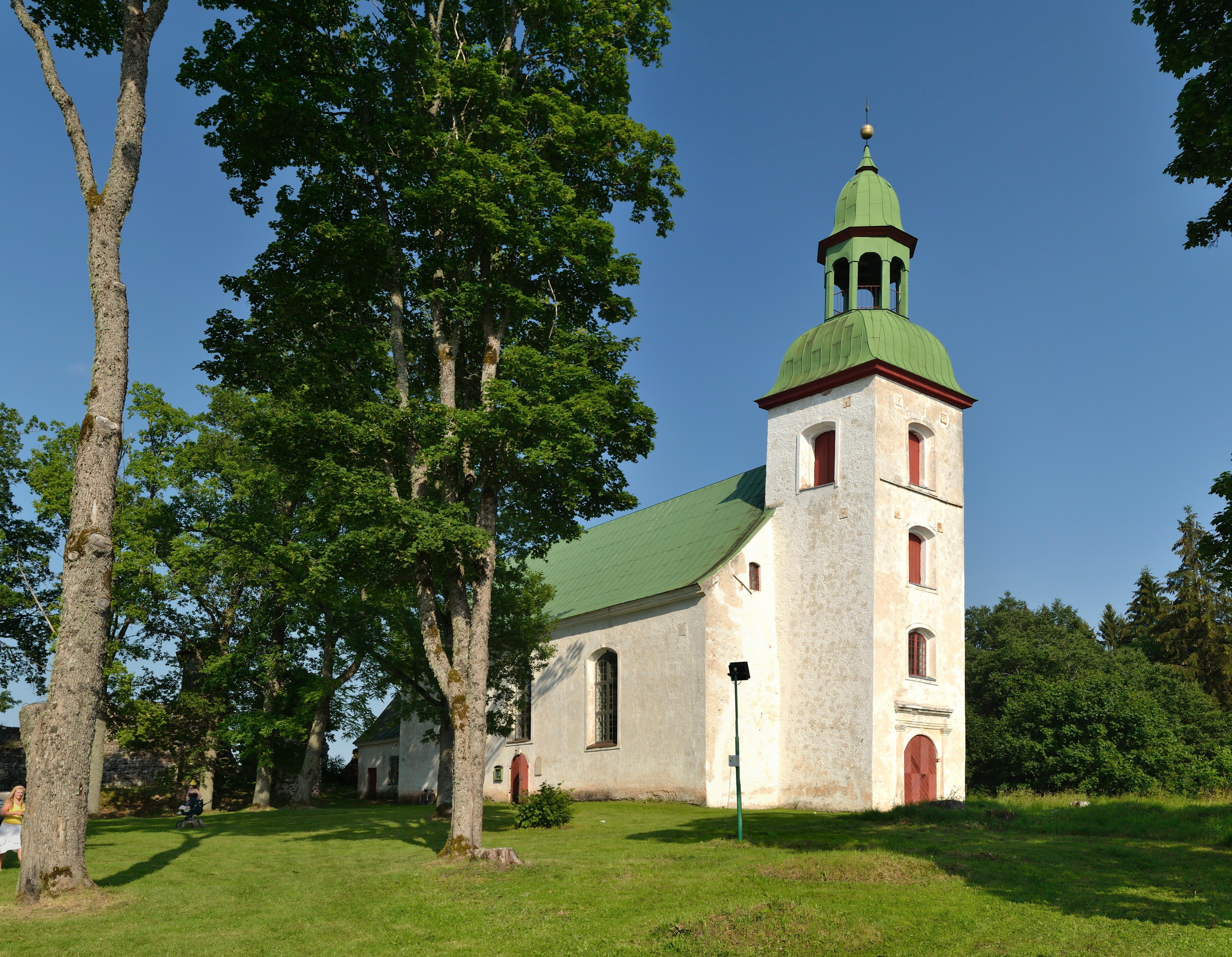
卡爾克西教堂

卡爾克西鄉，曾是愛沙尼亞維爾揚迪縣的一個鄉村型市镇，位於該國南部，行政中心設於卡尔克西努亚，面積321平方公里，2009年人口4,041，人口密度每平方公里13人。
2017年爱沙尼亚行政改革后，卡爾克西市镇与其他市镇一起合并为新的穆尔吉市镇。
58°6′57″N 25°35′2″E / 58.11583°N 25.58389°E